# NGC 1574
NGC 1574 je galaksija u zviježđu Mreži.

## Vanjske poveznice
- SEDS: NGC 1574